# Coggle
Coggle — частково безкоштовний вебдодаток для мап думок. Coggle створює ієрархічно структуровані документи, як дерево гілля. Взаємодіє з іншими спільними редакторами, як-от Документи Google, які надають або лінійний (текстовий документ), або табличний (таблицю) формат документів.

## Особливості
Деякі з особливостей Coggle:
- Співпраця в режимі реального часу
- Спільний доступ з організаціями, окремими особами або за приватним посиланням
- Перегляд та копіювання попередніх версій
- Зображення
- Посилання
- Кілька елементів кореня
- Приєднання гілок
- Коментарі до предметів
- Форматування тексту відмітки
- Підтримка математики LaTeX за допомогою MathJax[3]
- Підтримка iOS
- Підтримка Android
- Можливість застосування до базових об'єктів гугл-диска, як доповнення (IT-maps) що можна встановити

## Підтримувані формати файлів
Coggle підтримує експорт у формати зображень PNG та векторів PDF та імпорт із простого тексту. Існує також підтримка імпорту або експорту до загального формату файлів FreeMind.

## Прийом
У квітні 2013 року читачами «Lifehacker» Coggle було визнано лідером серед 5 найкращих прикладів для відображення інтелекту три місяці після реєстрації вебсайту.
Coggle отримав хорошу оцінку серед освітянської спільноти за простоту та простоту використання порівняно з іншими програмними засобами для відображення розуму.
Компанія PC World розкритикувала візуально простий користувальницький інтерфейс за приховування занадто багато елементів, що ускладнює розширення пошуку функцій.